# Thelephora lutosa
Thelephora lutosa är en svampart som beskrevs av Schwein. 1832. Thelephora lutosa ingår i släktet vårtöron och familjen Thelephoraceae.   Inga underarter finns listade i Catalogue of Life.